# Appuntamento a Ischia
Appuntamento a Ischia è un film del 1960 diretto da Mario Mattoli. In questo film vi è il debutto di Franco Franchi e Ciccio Ingrassia nel cinema; compaiono in un cameo anche Pippo Franco, presente nell'orchestra di Mina, e Franco Califano, in quella di Domenico Modugno.

## Trama
Letizia è una bambina, figlia del cantante Mimmo Rotunno, vedovo, che non vede di buon occhio il matrimonio tra il padre e Mercedes, e si oppone in tutti i modi. Avendo fatto conoscenza con Mirella Argenti, una bella ragazza fidanzata con il direttore d'orchestra Paolo, decide di presentarla al padre, con l'obiettivo di farlo innamorare di lei, ed arrivando anche ad organizzare con uno stratagemma alcuni spettacoli di Mimmo ad Ischia.

## Colonna sonora
- La nonna Magdalena (testo di Vito Pallavicini e Nisa; musica di Pino Massara), cantata da Mina al bagno Ricciolillo di Ischia
- Il cielo in una stanza (testo e musica di Gino Paoli), cantata da Mina
- Una zebra a pois (testo e musica di Lelio Luttazzi), cantata da Mina
- Resta cu' mme (testo di Dino Verde; musica di Domenico Modugno), cantata da Domenico Modugno
- Vecchio frac (testo e musica di Domenico Modugno), cantata da Domenico Modugno
- Notte di luna calante (testo e musica di Domenico Modugno), cantata da Domenico Modugno
- Don Fifì (testo e musica di Domenico Modugno), cantata da Domenico Modugno
- Sul ponte di Bassano, cantata da Domenico Modugno e Paolo Ferrari

Nella pellicola è anche presente una versione appena accennata di Sì sì sì, con un testo diverso da quello definitivo, che il cantautore inciderà solo l'anno seguente. Nel film è anche presente una canzone inedita, che il cantante canta alla figlia, e che inizia con i versi: "Papà non vuol sposarsi, non gliene importa niente, papà...". È anche accennata la canzone La donna riccia, sempre di Modugno.